# 이사마당
이사마(에스토니아어: Isamaa)는 에스토니아의 기독민주주의, 국민보수주의 정당이다. 현재 지도자는 헬리르발도르 세데르이다.
2006년 6월 4일 보수진영의 조국연합과 공화국당이 합당하여 조국과 공화국을 위한 연합 (Isamaa ja Res Publica Liit, IRL)이란 이름으로 창당되었다. 창당 후 첫 선거인 2007년 에스토니아 총선에서 리기코구 원내 101석 중 32석을 차지하였다. 유럽 의회의 에스토니아 의석수 6석 중 1석을 차지하고 있으며, 유럽인민당 (EPP)의 가입정당이기도 하다. 합당 후 한동안 지도부와 대표가 별개로 나뉘어 2체제로 운영되다가, 2007년 5월 통합지도부와 통합대표가 선출되었다.
당시 총리후보는 마르트 라르였고, 당위원장을 겸했다. 2018년 '이사마' (Isamaa)로 당명을 변경하였으며, 에스토니아어로 '조국'을 뜻한다.
이념적으로는 중도우파에서 우파로 분류되며, 경제적 자유주의 입장을 취하고 있다.

## 역사

### 창당 전
2006년 당시 공화국당의 지지율이 폭락하면서 유한 파르츠 총리가 실각하였다. 함께 연정에 참여했던 조국을 위한 연합 역시 실각을 겪으며 위축되었다. 이에 대해 에스토니아의 보수진영 내에서는 양당이 비슷한 이념을 지녔으면서도 표심을 분열시키고 있으며, 당시 중도당을 중심으로 결집하던 좌파진영 표심에 맞서기 어려워지고 있다는 우려의 시각이 커졌다. 이에 따라 2006년 4월 4일 조국을 위한 연합과 공화국당 지도부가 양당의 합당을 결의하고, 2006년 6월 4일부로 합당을 공식 선언하였다.
새 정당명으로 '에스토니아를 위하여' (Eesti Eest)가 고려되었으나 협의가 결렬되면서 양당 명칭을 그대로 사용하게 되었고, 2006년 '조국과 공화국을 위한 연합' (Erakond Isamaa ja Res Publica Liit)이란 이름으로 공식 출범하였다.

### 2015~2021년
2015년 에스토니아 총선에서 조국과 공화국을 위한 연합은 9석을 잃어 14석을 유지하게 되었으나, 결과적으로 타비 러이바스 총리가 주도하는 개혁당-사회민주당과의 연정 협상에 참여하게 되었다. 하지만 역대 선거 중 가장 많은 의석수를 잃은 결과였기에, 2015년 6월 당대회에서 우르마스 레인살루 당위원장이 사퇴를 발표하였다. 2015년 6월 6일, 신임 당위원장으로 마르구스 차흐크나가 선출되었다.
2016년 11월 7일, 사회민주당과 조국공화국연합은 타비 러이바스 총리의 사임 및 내각 파기를 선언하고 개혁당을 제외한 새로운 다수정부 수립 협상 계획을 발표하였다. 이어진 연정협상에서 중도당, 사회민주당, 조국공화국연합은 중도당 대표 위리 라타스가 이끄는 새 내각 출범에 합의하였다. 11월 23일에는 새로운 연립내각이 출범하였다. 2017년 4월 차흐크나 당위원장은 재선에 나서지 않을 것이며 본인 임기가 만료되는 대로 자리에서 물러날 것이라고 선언하였다. 2017년 3월 13일 신임 당위원장으로 헬리르발도르 세데르가 당선되었다. 2017년 6월 26일에는 차흐크나 전 대표와 마르코 미흐켈손 의원이 탈당을 선언하여, 조국공화국연합의 의석수는 12석으로 감소하게 되었다.
2018년 조국과 공화국을 위한 연합은 '이사마'로 당명을 공식적으로 개명하였다. 이듬해 2019년 에스토니아 총선에서 이사마당은 중도당, 보수인민당과의 연립내각에 참여하게 되었다. 하지만 연임에 성공한 위리 라타스 총리가 2021년 1월 부패 혐의로 총리직을 사퇴하고, 개혁당이 중도당과의 양당 연립내각 수립을 통과시키면서 이사마당의 연정 참여는 끝을 맺었다.

## 같이 보기
- 에스토니아의 정당